# Ping-Pong-Lemma
Im mathematischen Gebiet der Gruppentheorie ist das Ping-Pong-Lemma ein Verfahren zur Konstruktion freier Untergruppen einer Gruppe. Es wird Felix Klein zugeschrieben, der es in den 1870er Jahren als „der Process der Ineinanderschiebung“ bei der Untersuchung Kleinscher Gruppen verwandte. Die unten angegebene Formulierung geht auf Jacques Tits zurück, der sie Anfang der 1970er Jahre (als „a criterion of freedom“) beim Beweis der Tits-Alternative verwandte.

## Ping-Pong-Lemma
Eine Gruppe {\displaystyle G} wirke auf einem Raum {\displaystyle X}. Seien {\displaystyle H_{1},\ldots ,H_{n}\subset G} nichttriviale Untergruppen mit mindestens drei Elementen und es gebe disjunkte Teilmengen {\displaystyle X_{1},\ldots ,X_{n}\subset X} so dass für alle
{\displaystyle h\in H_{i}\setminus \left\{1\right\}}
und für alle {\displaystyle j\not =i} die Inklusion
{\displaystyle h(X_{j})\subset X_{i}}
gilt. Dann ist {\displaystyle \langle H_{1}\cup \dots \cup H_{k}\rangle } ein freies Produkt:
{\displaystyle \langle H_{1}\cup \dots \cup H_{k}\rangle =H_{1}*\ldots *H_{n}}.

## Beispiel
Die von den Matrizen
{\displaystyle A={\begin{pmatrix}1&2\\0&1\end{pmatrix}}} und {\displaystyle B={\begin{pmatrix}1&0\\2&1\end{pmatrix}}}
erzeugte Untergruppe {\displaystyle G\subset SL(2,\mathbb {Z} )} ist eine freie Gruppe.
Zum Beweis betrachte man die lineare Wirkung auf {\displaystyle \mathbb {R} ^{2}} und wende das Ping-Pong-Lemma auf die Teilmengen
{\displaystyle X_{1}=\left\{{\begin{pmatrix}x\\y\end{pmatrix}}\in \mathbb {R} ^{2}:|x|>|y|\right\}}
{\displaystyle X_{2}=\left\{{\begin{pmatrix}x\\y\end{pmatrix}}\in \mathbb {R} ^{2}:|x|<|y|\right\}.}
an.
Allgemeiner wird mit Hilfe des Ping-Pong-Lemmas das Lemma von Sanov bewiesen: Wenn {\displaystyle z_{1},z_{2}} komplexe Zahlen mit {\displaystyle |z_{1}z_{2}|\geq 4} sind, dann erzeugen
{\displaystyle A={\begin{pmatrix}1&z_{1}\\0&1\end{pmatrix}}} und {\displaystyle B={\begin{pmatrix}1&0\\z_{2}&1\end{pmatrix}}}
eine freie Untergruppe von {\displaystyle SL(2,\mathbb {C} )}.

## Anwendungen
- In der Theorie der Kleinschen Gruppen kann man das Ping-Pong-Lemma zur Konstruktion von Schottky-Gruppen verwenden: man habe {\displaystyle 2k} paarweise disjunkte Kreisscheiben {\displaystyle C_{-1},C_{1},\ldots ,C_{-k},C_{k}} in {\displaystyle \mathbb {C} \cup \left\{\infty \right\}} und für {\displaystyle i=1,\ldots ,k} gebe es Abbildungen {\displaystyle \theta _{i}\in SL(2,\mathbb {C} )}, die jeweils das Innere von {\displaystyle C_{-i}} bijektiv auf das Äußere von {\displaystyle C_{i}} abbilden. Dann ist die von {\displaystyle \theta _{1},\ldots ,\theta _{k}} erzeugte Untergruppe {\displaystyle \Gamma \subset SL(2,\mathbb {C} )} eine freie Gruppe, die als Schottky-Gruppe bezeichnet wird. Man kann zeigen, dass jede nicht-elementare Kleinsche Gruppe eine Schottky-Gruppe vom Rang {\displaystyle \geq 2} enthält.
- Das Ping-Pong-Lemma wurde beim Beweis der Tits-Alternative verwendet. In ihrer klassischen Form besagte diese, dass eine endlich erzeugte und nicht fast-auflösbare Untergruppe von {\displaystyle GL(n,K)} eine freie Untergruppe enthält, sie kann inzwischen allgemeiner auch für endlich erzeugte und nicht fast-auflösbare Untergruppen beispielsweise von hyperbolischen Gruppen, Abbildungsklassengruppen und Automorphismengruppen freier Gruppen bewiesen werden.